# ديفيد لي ميرفي
ديفيد لي ميرفي (بالإنجليزية: David Lee Murphy)‏ هو موسيقي ومغن مؤلف أمريكي، ولد في 7 يناير 1959 في هيرين في الولايات المتحدة.

## وصلات خارجية
- الموقع الرسمي
- ديفيد لي ميرفي على موقع IMDb (الإنجليزية)
- ديفيد لي ميرفي على موقع ميوزك برينز (الإنجليزية)
- ديفيد لي ميرفي على موقع أول ميوزيك (الإنجليزية)
- ديفيد لي ميرفي على موقع ديسكوغز (الإنجليزية)